# Diego Seoane Pérez
Diego Seoane Pérez (Ourense, 26 d'abril de 1988) és un futbolista gallec. Juga de lateral dret, tot i que també s'adapta perfectament a la banda esquerra. El seu equip actual és la SD Ponferradina.

## Trajectòria esportiva
Format a les categories inferiors del Deportivo de La Corunya, va jugar cedit durant la temporada 2007-08 al Ciudad de Santiago de Tercera divisió. Va tornar a La Corunya per jugar amb el Deportivo B i des de principis de 2010 va començar a entrar en convocatòries del primer equip. Va debutar a Primera divisió en un partit entre el Deportivo i el Reial Valladolid (0-2). Al juny de 2010 va renovar el seu contracte per tres anys més.
El 28 de gener de 2013 va renovar amb el Deportivo per 3 temporades més i va marxar cedit al Córdoba CF fins al final de la temporada 2012-13.